# Ludwig von Moos

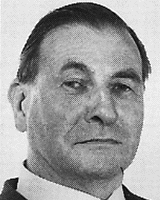
Ludwig von Moos

Ludwig von Moos (* 31. Januar 1910 in Sachseln; † 26. November 1990 in Bern) war ein Schweizer Jurist und Politiker (CVP). Er war von 1959 bis 1971 Mitglied der Schweizer Regierung, des Bundesrates, und stand dem Justiz- und Polizeidepartement vor; 1964 und 1969 amtete er als Bundespräsident. Zuvor war er von 1943 bis 1959 Mitglied des Ständerats und von 1946 bis 1959 Mitglied der Obwaldner Kantonsregierung.

## Leben
Ludwig von Moos wurde am 31. Januar 1910 in seinem Heimatort Sachseln geboren. Sein Vater Konstantin von Moos (13. Juli 1861 – 9. Februar 1947) war seit der Eröffnung der Brünigbahn 1888 Stationsvorstand in Sachseln, von 1910 bis 1922 in Sarnen. Seine Mutter Elisabeth Ackermann (14. April 1869 – 19. Mai 1958) stammte aus dem Entlebuch und war die zweite Frau seines Vaters. Sein Grossvater Nikolaus von Moos (1. Juni 1828 – 11. Mai 1873) war Regierungsrat in Obwalden.
Die Primarschule besuchte von Moos in Sarnen und Sachseln. Von 1922 bis 1930 war er Student am Kollegium Sarnen, das damals von den Benediktinern des Stiftes Muri-Gries geleitet wurde. Die Matura bestand er 1930. Im Herbst des gleichen Jahres nahm er an der Universität Freiburg im Üechtland das Studium der Rechte auf und schloss es am 22. Juli 1933 mit dem Lizentiatsexamen ab. Dort war er Mitglied der Verbindung AKV Alemannia und somit des Schweizerischen Studentenvereins.
Von 1935 bis 1942 war von Moos Redaktor des Obwaldner Volksfreunds. Ab 1946 war er Bankrat und 1954 bis 1959 Präsident des Verwaltungsrates der Obwaldner Kantonalbank, seit 1954 im Verwaltungsrat der Schweizerischen Bundesbahnen, 1957 dessen Vizepräsident, und seit 1957 Mitglied des Schweizerischen Schulrates (ETH). Die Universität Freiburg verlieh ihm im November 1964 die Doktorwürde der Rechte ehrenhalber.
Von Moos heiratete 1939 Helena Regina Durrer, Tochter des Zeno Durrer aus Kerns. Das Paar hatte sieben Kinder. Zwei seiner Söhne, Paul und Josef, sind gehörlos. Sie wurden auf die Taubstummenanstalt Hohenrain geschickt, wo sie in Lautsprache von Ordensfrauen unterrichtet wurden, weil man Gebärdensprache zur damaligen Zeit als ein Nachteil für eine erfolgreiche gesellschaftliche Integration betrachtete. Paul von Moos ist heute Vorstandsmitglied der Schweizer Gehörlosen- und Hörbehinderten-Organisationen.
Neben seinen Ämtern widmete sich von Moos seinem Hobby Zeichnen, schrieb historische Arbeiten, so die Festschrift Hundert Jahre Obwaldner Kantonalbank 1886–1986, und unternahm Reisen nach den Vereinigten Staaten, in verschiedene europäische Länder und nach Israel, wobei er jeweils Tagebuch führte und die Landschaften skizzierte.
Am 26. November 1990 starb Ludwig von Moos nach längerer Krankheit in Bern.

## Politische Mandate auf kommunaler und kantonaler Ebene
Am 3. August 1933 wurde von Moos zum Gemeindeschreiber von Sachseln gewählt. Am 27. Mai 1934 erfolgte die Wahl in den Einwohnergemeinderat, dem er bis 1946 angehörte und von 1941 bis 1946 als Gemeindepräsident vorstand. Von November 1934 bis 1946 Mitglied, von 1942 an Vizepräsident des Bürgergemeinderates. In seine Zeit als Gemeindeschreiber von Sachseln fallen als besondere Ereignisse die Feier zur Heiligsprechung von Bruder Klaus im Mai 1947 und der Empfang des deutschen Bundeskanzlers Konrad Adenauer in Sachseln im Sommer 1950.
An der Landsgemeinde 1936 wurde von Moos zum Ersatzmann des Kantonsgerichtes, 1943 zum Mitglied und Vizepräsidenten des Obergerichts gewählt. 1937 als Repräsentant der Jungkonservativen in den Vorstand der Konservativen Volkspartei Obwalden gewählt, führte er von 1943 bis 1956 das Präsidium der Kantonalpartei und gehörte seit den 1950er Jahren auch dem Leitenden Ausschuss der landesweiten Partei.
Von 1941 bis 1943 war von Moos Kantonsrat in Obwalden. Am 28. April 1946 wurde er zum Mitglied des Obwaldner Regierungsrats gewählt. Dort war er zuerst Justizdirektor (1946–1950) und von 1948 bis 1959 Polizeidirektor des Kantons Obwalden. 1953, 1955, 1957 und 1959 wählte ihn die Landsgemeinde zum Landammann des Kantons Obwalden.
Der Obwaldner Politiker Jost Dillier schrieb 1959, seit 1946 sei in Obwalden «kein Gesetz und keine Verordnung entstanden, ohne dass der heutige Bundesrat von Moos massgebend daran beteiligt gewesen wäre, sei es als Verfasser und Betreuer des Entwurfes, sei es als Mann, der an der kantonsrätlichen Beratung im Wirrwar der Meinungen die richtige Formulierung präsentierte». Eine Totalrevision der Kantonsverfassung, für die er sich als Justizdirektor eingesetzt hatte, wurde 1948 durch das Volk abgelehnt. Mit ihr hätte der Landsgemeinde wieder die Gesetzgebungskompetenz zurückgegeben werden sollen.

## Mandate auf Bundesebene

### Ständerat
Am 2. Mai 1943 wurde er von der Landsgemeinde im Alter von nur 33 Jahren zum Mitglied des Ständerats gewählt, dessen Mitglied er bis 1959 blieb.

### Bundesrat
Am 17. Dezember 1959 wählte die Bundesversammlung Ludwig von Moos zum ersten Bundesrat der Urschweiz. Bei dieser Wahl erfolgte die Etablierung der sogenannten Zauberformel. Von 1960 bis 1971 war er Vorsteher des Justiz- und Polizeidepartementes, 1964 und 1969 Bundespräsident. Höhepunkte seiner Präsidialjahre waren 1964 die Eröffnung der Landesausstellung in Lausanne (Expo 64) und 1969 der Empfang von Papst Paul VI. in Genf.
Kurt Furgler schrieb über von Moos’ Tätigkeit im Bundesrat: «Was uns heute geradezu selbstverständlich erscheint, entstammte seinem Verantwortungsbereich. Ich erinnere nur an die Bundesbeschlüsse über den Grundstückerwerb durch Personen im Ausland; ferner an die Bundesgesetze über den Abzahlungs- und Vorauszahlungsvertrag, über das Miteigentum und das Stockwerkeigentum, über den Arbeitsvertrag. Bedeutsam waren die Revisionen des Strafgesetzbuches sowie der Ausbau der Verwaltungsgerichtsbarkeit auf Bundesebene. Anlass zu grosser Genugtuung gaben die verfassungsrechtliche Neuordnung des Bodenrechts und die Einführung des Frauenstimmrechts».

### Einführung des Frauenstimmrechts 1971
Im ersten Anlauf wurde die Einführung des Frauenstimmrechts auf Bundesebene in der Volksabstimmung vom 1. Februar 1959 abgelehnt. Zwölf Jahre später wurde der langwierige Einsatz des federführenden Justizministers L. von Moos an der eidgenössischen Volksabstimmung vom 7. Februar 1971 durch eine klare Annahme des Stimm- und Wahlrechts der Frauen belohnt.
Auf von Moos’ Initiative zurück ging die spätere Aufhebung der konfessionellen Ausnahmeartikel. Er hatte 1954 als Ständerat eine Motion zur Aufhebung der Artikel 51 und 52 der Bundesverfassung eingereicht (Motion von Moos). Diese Artikel wurden dann aufgrund der Volksabstimmung vom 20. Mai 1973 ersatzlos gestrichen.

### Bodenrecht und Raumplanung
Durch die ganze Amtszeit von Bundesrat von Moos hat sich wie ein roter Faden das Bodenrecht gezogen. Neben der Lex von Moos (Bewilligungspflicht für die Übertragung von Boden an Personen im Ausland) wurde für die zukünftige Raumplanung die Vorlage für die Neuordnung des Bodenrechts bedeutsam, die 1969 vom Volk angenommen wurde. Sie war die entscheidende Weichenstellung für eine zweckmässigere Nutzung des Bodens, die der geordneten Siedlung des Landes dient. Der «Begriff der Raumplanung hat damals auf Verfassungsstufe seine Geburtsstunde erlebt»; die Neuordnung des Bodenrechts war Grundlage für ein Raumplanungsgesetz.

### Der Meldebeschluss von 1962
L. von Moos setzte im Sinne des Washingtoner Abkommens von 1946 den wichtigen Bundesbeschluss vom 20. Dezember 1962 über die in der Schweiz befindlichen Vermögen rassisch, religiös oder politisch verfolgter Ausländer oder Staatenloser (Meldebeschluss) durch. Dieser Beschluss kam nach zwei am Widerstand der Banken gescheiterten Anläufen in den Jahren 1947 und 1956 endlich zustande. In der Botschaft vom 4. Mai 1962 heisst es, die Meldepflicht müsse eingeführt werden, weil die Schweiz «nicht den Verdacht aufkommen lassen darf, sich an den Vermögen der Opfer verabscheuungswürdiger Ereignisse bereichern zu lassen».
In den 1990er Jahren erhielt dieser Meldebeschluss von 1962 im Streit um die jüdischen Vermögen mit den USA wieder seine politische Bedeutung: Er wurde durch den Bundesrat am 18. November 1998 erneut in Kraft gesetzt. Die amerikanischen Gerichtsurteile mit dem Auszahlungsentscheid (Claims Resolution. Tribunal in re Holocaust Victim Assets Litigation) stützen sich auf die Konten des Meldebeschlusses von 1962.

### Kontroverse um das Zivilverteidigungsbuch
Im Herbst 1969 erschien das Zivilverteidigungsbuch, für dessen Publikation der Gesamtbundesrat die Verantwortung trug. Als Vorsteher des federführenden Polizei- und Justizdepartements schrieb L. von Moos das Geleitwort. Er gehörte aber laut Rolf Löffler nicht zu den Initianten des «roten Büchleins». Nach der Intention der Autoren sollte das Zivilverteidigungsbuch die Gefahren und subversiven Aktivitäten des psychologischen (Kalten) Krieges durch die kommunistischen Staaten aufzeigen und die «Widerstandkraft» der Schweizer dagegen stärken. Das Buch geriet ins Schussfeld der Kritik. «Da die Publikation mitten in die Zeit der 68er Kulturrevolution fiel, erstaunt die heftige Reaktion im linken Lager nicht», meint der Historiker Urs Altermatt.
In der Januar-Nummer 1970 der Zeitschrift neutralität forderte Redaktor Paul Ignaz Vogel sogar den Rücktritt von Bundesrat Ludwig von Moos, da er Faschist und Antisemit gewesen sei. Die neutralität veröffentlichte «antisemitische» Kommentare aus dem Obwaldner Volksfreund der 30er Jahre. Die (fünf) als antisemitisch bezeichneten Artikel wurden von auswärts übernommen und sind in der Zeitung mit Quellenangaben versehen. Der damalige Redaktor L. von Moos war nicht der Verfasser dieser Äusserungen und Passagen, wie in der Sekundärliteratur vereinzelt behauptet wird. Im Frühjahr 2012 fasste Angelo Garovi, der Archivar des Familienarchivs von Moos, die Anschuldigungen zusammen und stellte ihnen entkräftende Argumente in einem Artikel in der Schweizerischen Zeitschrift für Geschichte gegenüber. In der Folgeausgabe dieser Zeitschrift setzten die Zeithistoriker Thomas Maissen und Urs Altermatt die Debatte fort und orteten weiteren Forschungsbedarf. Die Historikerin und Journalistin Hannah Einhaus legte in der Zeitschrift NZZ Geschichte vom Juli 2019 dar, wieso von Moos ihrer Meinung nach noch bis in die 1960er Jahre von einer antisemitischen Haltung geprägt gewesen sei.

### Rücktritt 1971
Am 4. Oktober 1971 kündigte Bundesrat Ludwig von Moos seinen Rücktritt an. Der Redaktor des Appenzeller Volksfreunds vom 9. Oktober 1971 schrieb, Bundesrat von Moos’ unerwarteter Rücktritt stehe mit der Diskussion innerhalb der Parteien im Zusammenhang, wonach «künftighin der Bundesrat auf Grund wechselnder Mehrheiten und ausgemarkteter Koalitionsverhandlungen gebildet werden soll». Ähnliche Kommentare sind in anderen Zeitungen zu lesen. Die Neue Zürcher Nachrichten etwa meinte dazu, die Bundesräte würden so zu Schachfiguren im politischen Spiel der Parteistrategen. «Bundesrat Ludwig von Moos hat diese Frage für sich so beantwortet, wie es seiner geraden Art entspricht, und er hat damit seine Person aus einem Kalkül herausgehalten, das ihm zuinnerst widerstrebte.»
Als Alt-Bundesrat stellte sich Ludwig von Moos als Präsident der Eidgenössischen Natur- und Heimatschutzkommission (1971–1977) zur Verfügung. Er wurde Präsident des Vereins Verkehrshaus der Schweiz (1971–1981), des Hochschulvereins Freiburg (1971–1981) und der Stiftung Ombudsmann der Privatversicherungen (1971–1985).